# Svitanok, Koreț
Svitanok (în ucraineană Світанок) este localitatea de reședință a comunei Svitanok din raionul Koreț, regiunea Rivne, Ucraina.

## Demografie
Componența lingvistică a localității Svitanok
     Ucraineană (99,39%)
     Alte limbi (0,61%)
Conform recensământului din 2001, majoritatea populației localității Svitanok era vorbitoare de ucraineană (99,39%), existând în minoritate și vorbitori de alte limbi.